# Sv. Jan Evangelista (Mistr Týnské Kalvárie)
Sv. Jan Evangelista (Mistr Týnské Kalvárie) (kolem 1410) je komorní dřevořezba považovaná za předlohu ke sv. Janovi ze sousoší Týnské Kalvárie. Socha je součástí sbírek Národní galerie v Praze.

## Popis a zařazení
Socha z lipového dřeva v. 66 cm, vzadu opracovaná, s nepatrnými zbytky polychromie na křídovém podkladu, inv. č. P 5739. Socha je na mnoha místech poškozena dřevokazným hmyzem, část podstavce je odlomena. Restauroval J. Tesař (1959). Získáno roku 1945 ze soukromého majetku v Kamenici nad Lipou.
Plášť je členěn řadou příčných záhybů a lemován kaskádami trubicových záhybů po stranách, které se tvarem i orientací shodují s pláštěm sv. Jana Evangelisty z Týnské Kalvárie. Společným kompozičním prvkem je také okraj pláště, který splývá z postranních kaskád a příčně protíná přední stranu sochy v její dolní části. Obě sochy stojí v kontrapostu s volnou levou nohou a vysunutým kolenem. Svislé záhyby pláště pod kolenem se u soklu zalamují a vytvářejí typický zpětný záhyb. Shodná jsou i gesta rukou, z nichž pravá přidržuje límec pláště a levá, zahalená pláštěm, svírá knihu. Jednodušeji zpracovaná zadní strana je členěna paralelními vertikálními záhyby a ukončena zešikmením a plošným seříznutím. Oproti monumentální a silně vertikálně protažené soše z Týnského chrámu je její menší varianta méně statická a uchovala si pružnou pohyblivost starší slohové fáze.
Výraz tváře je u menší sochy nevyhraněný, kdežto u sv. Jana z Týnského chrámu vyjadřuje tragický patos. Socha patrně nebyla pouhou dílenskou předlohou, protože zbytky polychromie svědčí, že šlo o dokončenou a samostatnou plastiku, která mohla být součástí menšího sousoší Kalvárie.

### Jiná díla Mistra Týnské Kalvárie

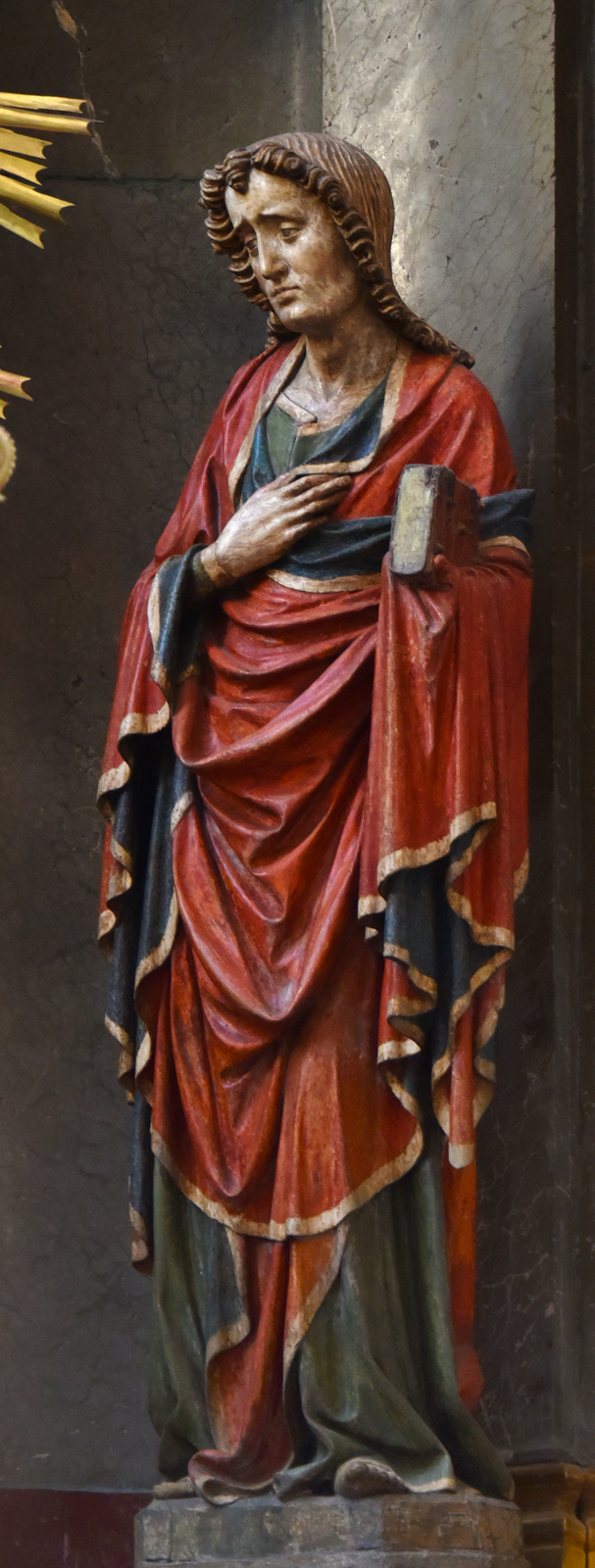
Sv. Jan Evangelista z Týnské Kalvárie (po 1410), Mistr Týnské Kalvárie
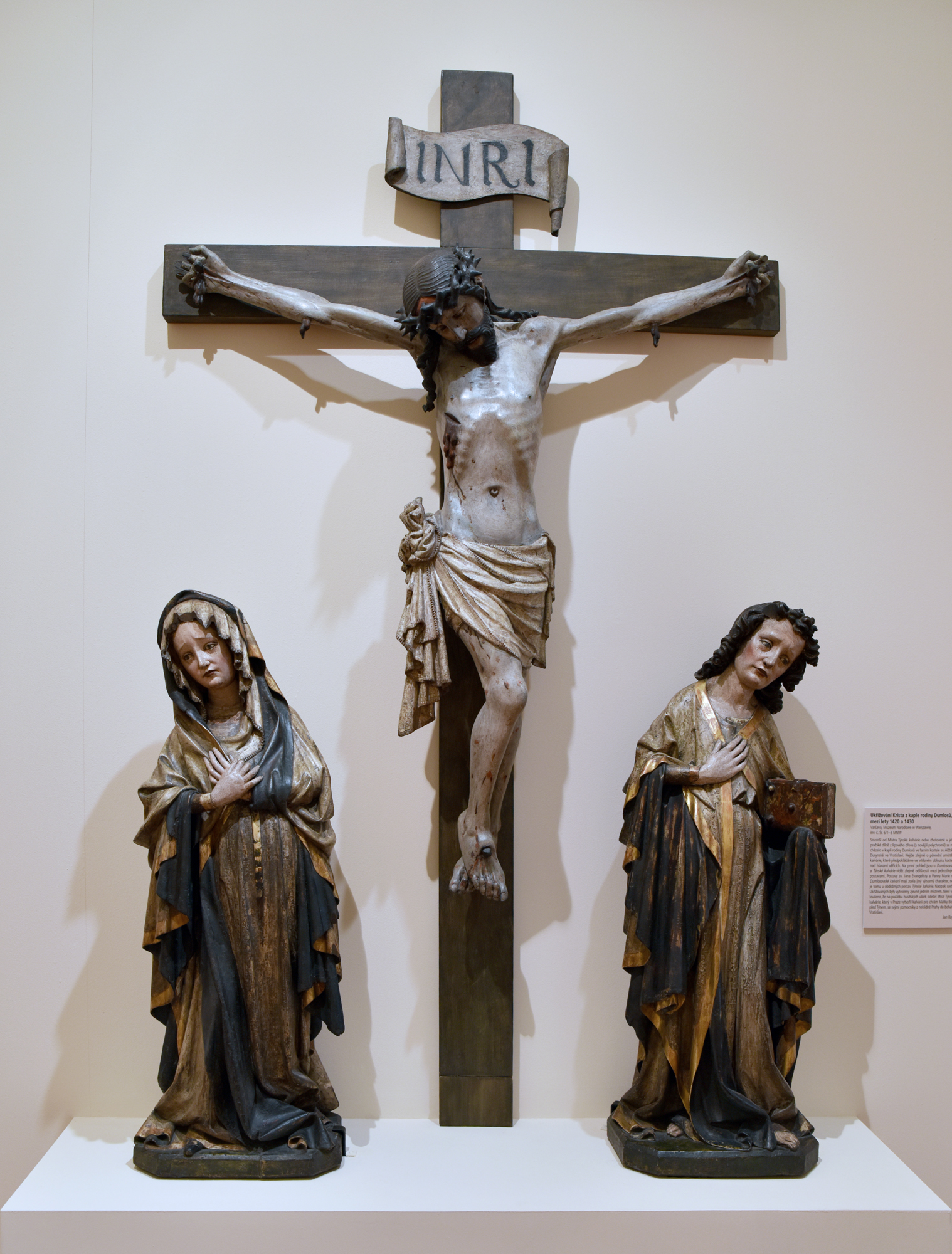
Kalvárie z kaple Dumlosů (před 1400), Wroclaw